# Kell Brook
Ezekiel (Kell) Brook (Sheffield, 3 mei 1986) is een Brits bokser. Hij vecht in de weltergewicht en middengewichtklasse. Hij is de huidige IBF-kampioen in het weltergewicht.

## Begin carrière
Kell Brook had een korte amateurcarrière en werd al op zijn achttiende professioneel bokser. Hij maakte op 17 september 2004 zijn profdebuut tegen de Engelsman Peter Buckley. Hij won op punten. In het begin van zijn carrière vocht hij vaak in het voorprogramma van grote boksers als Joe Calzaghe en Carl Froch. Het duurde vier jaar voordat hij zijn eerste titel won. Op 14 juni 2008 won Brook de Britse titel in het weltergewicht, een titel die hij daarna viermaal met succes verdedigde.

## Internationale successen
Op 12 maart 2010 pakte hij zijn eerste internationale titel. Hij versloeg de Pool Krzysztof Bienias in de zesde ronde op technische knock-out en won hiermee de WBO Intercontinental-weltergewichttitel. Op 17 december 2011 vocht hij voor het eerst buiten zijn thuisland. Hij versloeg de Puerto Ricaan Luis Galarza in de vijfde ronde op technische knock-out in het voorprogramma van het gevecht tussen Andre Ward en Carl Froch. Hij won ook nog titels bij de WBA en IBF voordat hij eindelijk een kans kreeg op een wereldtitel.

## Wereldtitel
Op 16 augustus 2014 vocht Kell Brook in de Verenigde Staten om de IBF-weltergewichttitel tegen de Amerikaan Shawn Porter. Hij won unaniem op punten. Hij verdedigde hierna driemaal op rij zijn wereldtitel met succes. Alle drie gevechten werden voortijdig beslist.
Op 10 september 2016 vocht Kell Brook tegen Gennady Golovkin. Het was zijn eerste gevecht in het middengewicht. In de vijfde ronde gooide zijn trainer de handdoek. Tijdens dit gevecht brak Brook zijn rechter oogkas.
Op 27 mei 2017 verdedigde Brook zijn IBF Weltergewichttitel tegen de ongeslagen Amerikaan Error Spence Jr. Hij moest in de elfde ronde opgeven met een gebroken oogkas, deze maal was het zijn linker oogkas.

## Persoonlijk
Kell Brook is de vader van twee dochters. In 2014 werd Kell Brook op vakantie in Tenerife tijdens een ruzie meerdere malen in zijn been gestoken met een hakmes. Hij kreeg 32 hechtingen, maar hield hier geen blijvende schade aan over.